# Guaitarilla
Guaitarilla est une municipalité située dans le département de Nariño en Colombie.